# WarGames: Defcon 1
WarGames: Defcon 1 (gọi đơn giản là WarGames trên PC) là một game dành cho hệ máy PlayStation và Microsoft Windows. Dù cả hai phiên bản đều có nhiệm vụ và nội dung tương tự nhưng về thể loại thì có sự khác biệt, phiên bản PlayStation là game lái xe bắn súng chiến thuật trong khi phiên bản PC lại là game chiến lược thời gian thực (giống trò Jeff Wayne's The War of the Worlds). Trò chơi có nét giống với bộ phim WarGames; một trong những chuyên gia tư vấn cho phần cốt truyện chính là John Badham, đạo diễn của bộ phim gốc.

## Phiên bản PlayStation
WarGames: Defcon 1 có hai phe chính gồm NORAD và WOPR. Theo bìa hộp đĩa game thì cốt truyện diễn ra 20 năm sau bộ phim: WOPR âm mưu tận diệt nhân loại hòng bá chủ thế giới và NORAD cố sức ngăn chặn tham vọng của họ. Trong một nhiệm vụ người chơi sẽ diều khiển các loại khí tài quân sự và có thể đổi sang lái bất kỳ phương tiện nào mà nhóm sở hữu - lấy ví dụ, trong khi NORAD có các loại xe tăng hạng nặng và xe bọc thép cùng chiến đấu cơ tinh xảo, thì phía WOPR lại có trong tay những cỗ máy mecha và tàu đệm khí tối tân. Các loại khí tài quân sự mỗi khi hết đạn có thể nạp lại bằng cách chiếm lấy nguồn điện năng. Ngoài ra người chơi còn có thể ra lệnh cho nhóm quân của mình tới tiếp tế đạn dược, sửa chữa các đơn vị bị thiệt hại, tấn công hoặc bám theo phương tiện chính của người chơi.

### Mục chơi nhiều người
WarGames: Defcon 1 có mục chơi hai người kiểu chia đôi màn hình VS. hay Co-op. Phần Co-op cho phép người chơi được thưởng thức tất cả các màn chiến dịch chơi đơn với đồng đội.

## Phiên bản PC
Không giống như phiên bản PlayStation, bản PC lại thuộc về thể loại chiến lược thời gian thực, mà người chơi có khả năng điều khiển các đơn vị quân khác nhau cùng một lúc. Số màn chơi rất giống với bản PlayStation.

## Đội ngũ nhân viên
Đạo diễn: Robb Alvey 
Đội ngũ nhân viên (theo thứ tự bảng chữ cái):
Michael Gough
Lani Minella
Sản xuất:
Robb Alvey (giám đốc sản xuất)
Jim Banting (nhà sản xuất)
Robert Rader (nhà sản xuất)
Sean Wilson (đồng sản xuất)
Âm nhạc: Tommy Tallarico
Chỉ đạo nghệ thuật:
Stephen Thomson
Joss Adley
Satty Mann
David Manuel
Tim Pestridge
Tahir Rashid
Jonathan Scarcliffe
Jason Tassell
Tommy Tallarico (hiệu ứng âm thanh)
Soạn nhạc:
Fabian Del Priore (soạn nhạc bổ sung) 
Thành viên khác:
Martyn Ash	(lập trình công cụ)
John Badham (ý tưởng cốt truyện)
Stephen Bond (cố vấn: thuật toán)
Richard Hackett (lãnh đạo dự án)
Rue Hon (lãnh đạo dự án QS)
Michael Menichetti (công nghệ QS)
Andrew Oliver (trưởng nhóm kỹ thuật)
Philip Oliver (quản lý dự án)
Tony Povey (lập trình viên)
Rawson Stovall (quản lý QS)
John Tarnoff (ý tưởng cốt truyện)
John Whigham (quản lý dự án/lãnh đạo dự án)